# Bradypallene espina
Bradypallene espina là một loài nhện biển trong họ Callipallenidae. Chúng được Kim & Hong miêu tả khoa học năm 1987.